# 단백질 카보닐화
단백질 카보닐화(영어: protein carbonylation)는 단백질의 곁사슬을 산화시켜 단백질에 카보닐기(케톤 및 알데하이드)를 도입하는 화학적 과정이다. 다음의 과정들은 아미노산의 잔기에 영향을 미친다.
- 프롤릴 → 피롤리돈
- 글루타밀 → 글루탐산 세미알데하이드
- 리실 → 아미노아디프산 세미알데하이드
- 트레오닐 → 아미노 케토뷰티르산

카보닐화는 일반적으로 단백질 곁사슬에 활성 산소(ROS)가 작용하여 형성되는 것으로 추정된다. 활성 산소에는 하이드로퍼옥사이드 또는 지질 하이드로퍼옥사이드가 포함된다. 단백질 카보닐화는 다양한 질병과의 연관성 때문에 관심이 있다. 보통 금속 촉매 작용을 받는 산화적 스트레스는 단백질의 카보닐화로 이어진다.

## 같이 보기
- 카보닐화
- 탈카보닐화